# Arquitectura sustentable

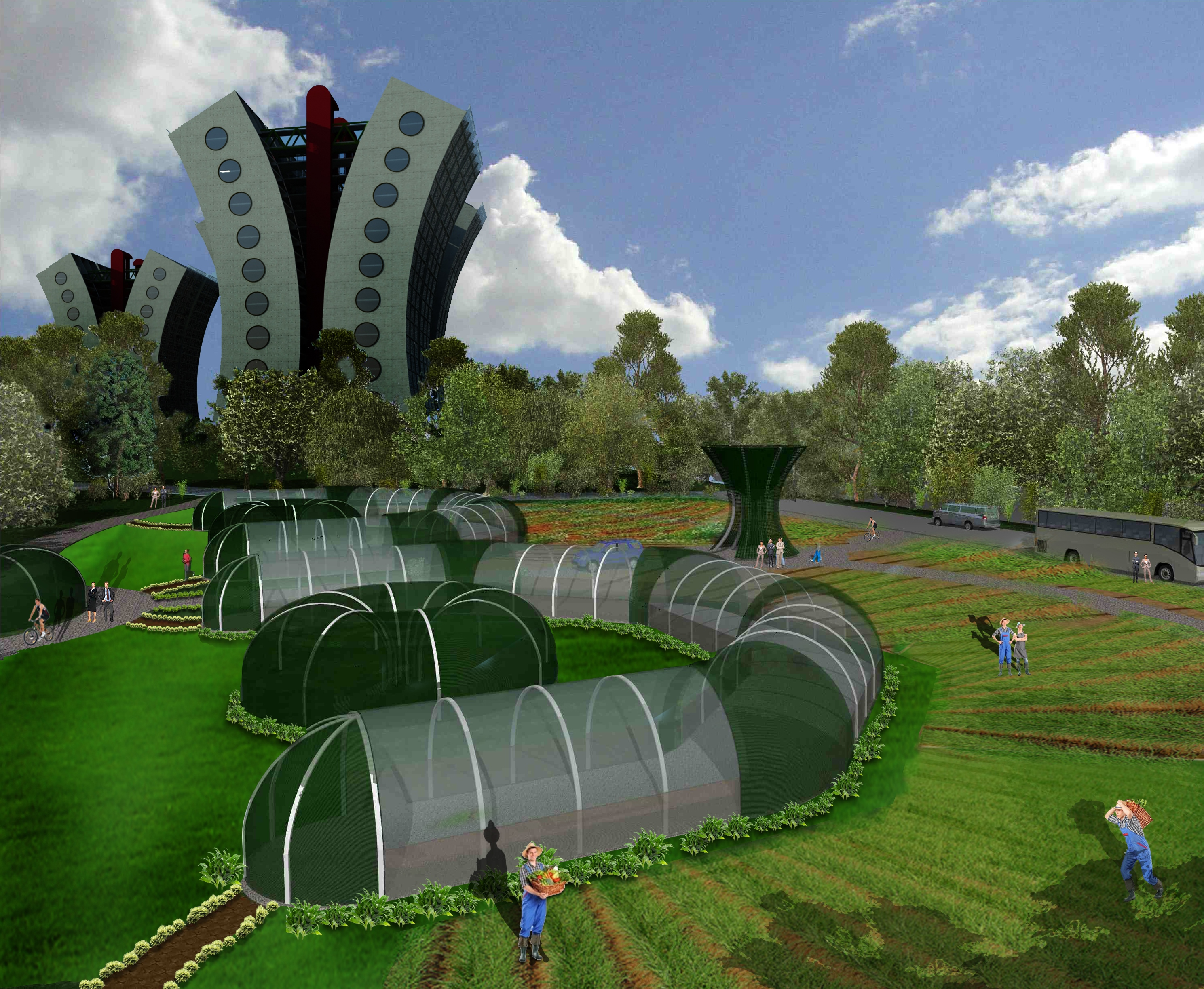
Ecobarrio Terrafertil: saneamiento urbano mediante redes de ecobarrios diseñados con criterios bioclimáticos y de Arquitectura sustentable orientados a la autosuficiencia energética, alimenticia, seguridad, financiera y administrativa, para reconstruir el tejido social solidario en contacto con la naturaleza.

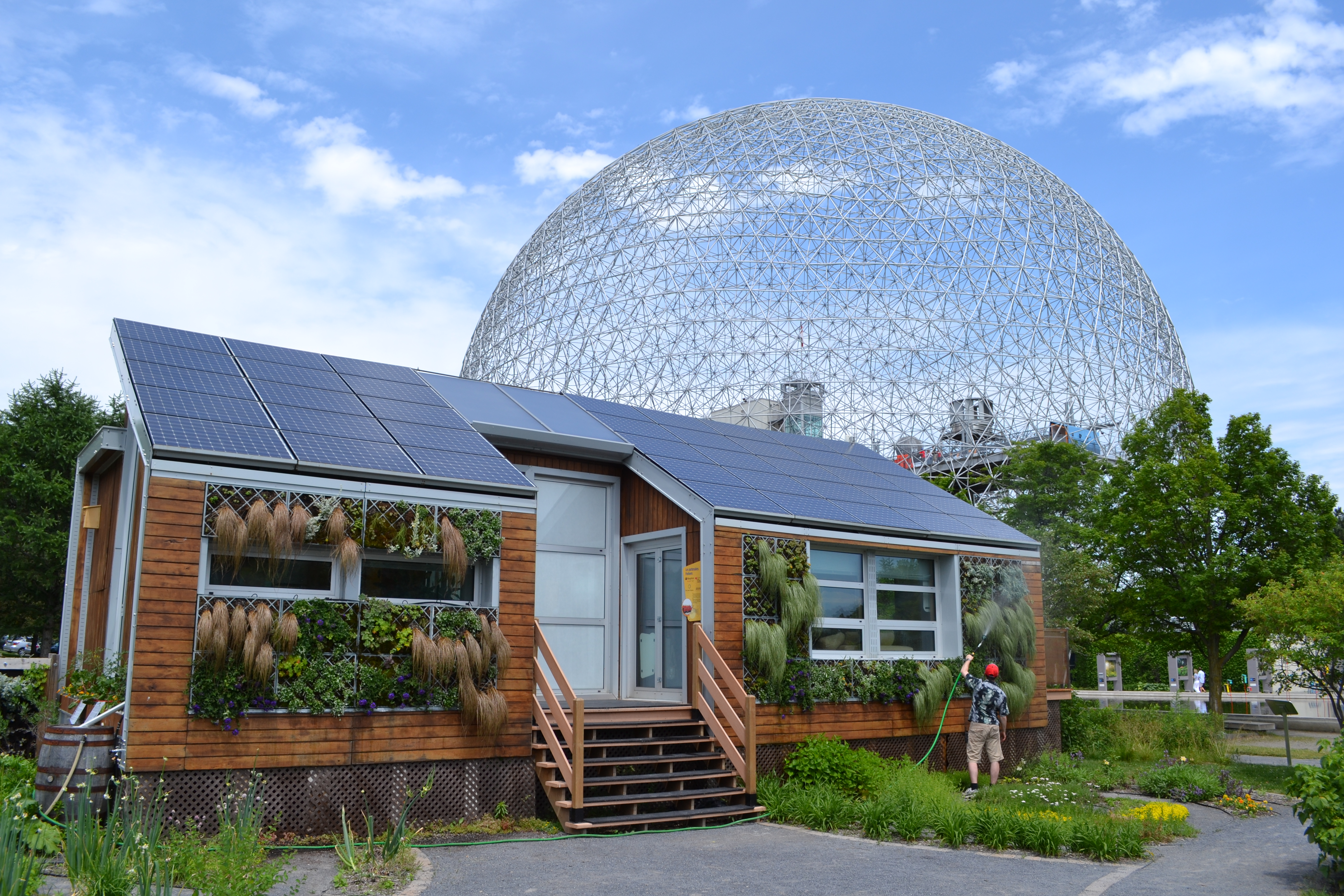
Casa solar ecológica, situada en la isla Santa Helena (Montreal, Canadá). Fue diseña da por estudiantes de la Universidad de Montreal y la Escuela de Tecnología Superior en el marco de la competición internacional Solar Decathlon.

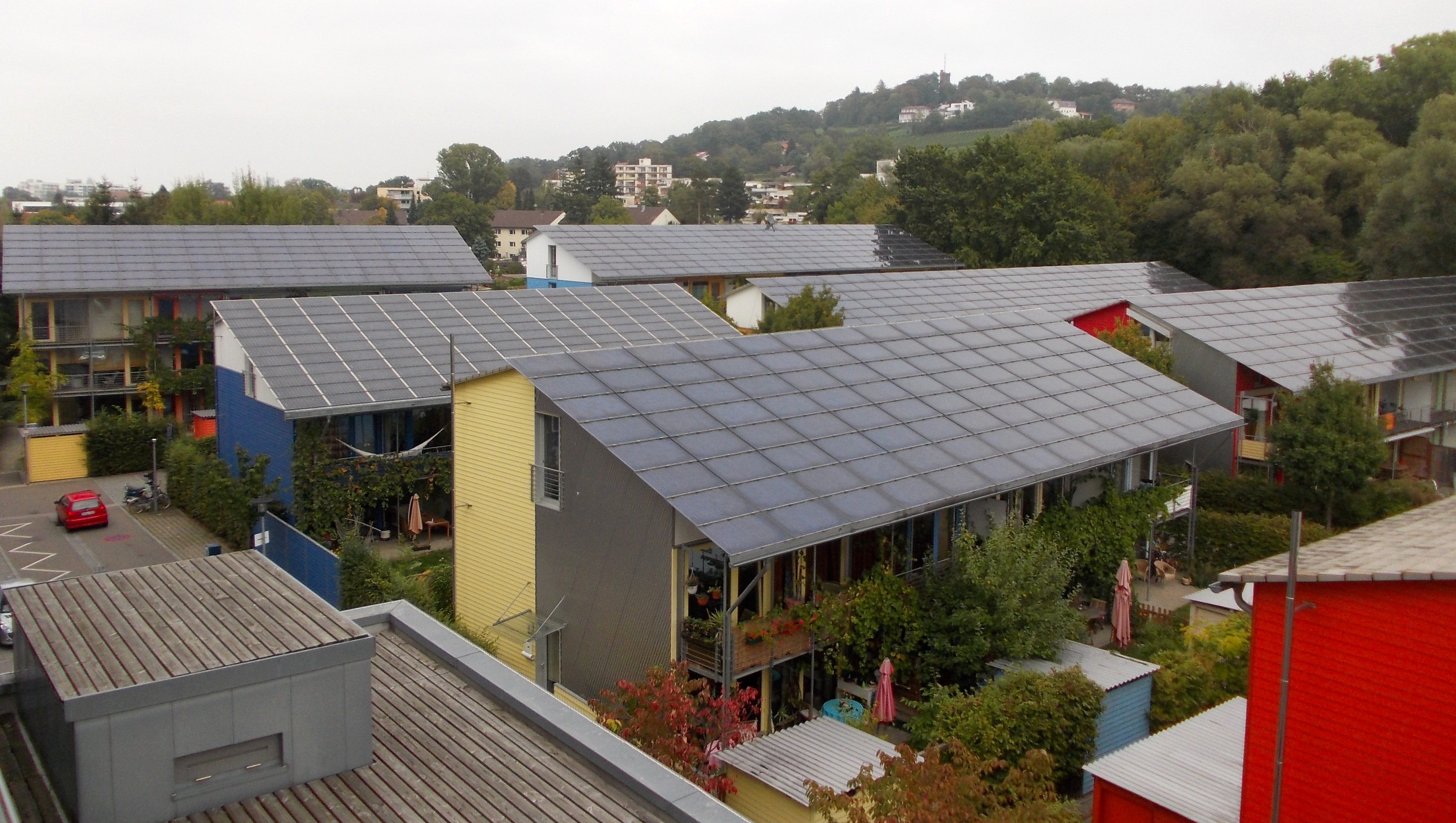
Viviendas alimentadas mediante energía solar en el barrio Solarsiedlung, en Vauban (Friburgo, Alemania). Debe quedar claro que no basta que una edificación tenga paneles solares para poder calificar como arquitectura sustentable

La arquitectura sustentable, también conocida como arquitectura verde, eco-arquitectura y arquitectura sostenible, es un modo de concebir el diseño arquitectónico de manera sostenible, buscando optimizar recursos naturales y sistemas de la edificación, de manera que minimiza el impacto ambiental de los edificios sobre el medio ambiente y sus habitantes.
Los principios de la arquitectura sustentable incluyen:
- La consideración de las condiciones climáticas, la hidrografía y los ecosistemas del entorno en que se construyen los edificios, para obtener el óptimo rendimiento con el menor impacto ambiental.
- La eficacia y moderación en el uso de materiales de construcción, primando los de bajo contenido energético frente a los de alto contenido energético.
- La reducción del consumo de energía para calefacción, refrigeración, iluminación y otros equipamientos, cubriendo el resto de la demanda con fuentes de energía renovables.
- La minimización del balance energético global de la edificación, abarcando las fases de diseño, construcción, utilización y final de su vida útil.
- El cumplimiento de los requisitos de confort higrotérmico, salubridad, iluminación y habitabilidad.
- Paisajismo con plantas autóctonas como apoyo al confort pasivo y a generar el habitar integrado a los ritmos naturales.
- Contribuir a la disminución del efecto isla de calor y alteración de la infiltración y evaporación en suelos, en la elección de materiales para cubiertas, aceras, calles y parqueos.
- Incluir estrategias para minimizar el consumo de agua potable y dar tratamiento y reuso a las aguas usadas.
- Cosechar el agua de lluvia y administrar el efluente para no recargar las cuencas en los eventos pico, para evitar inundaciones.[1]

## Origen del término

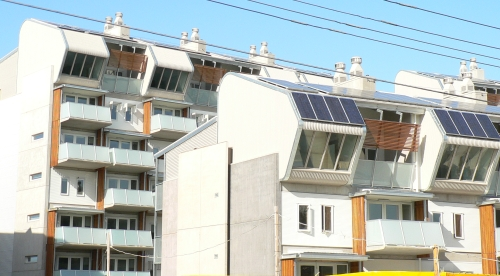
Apartamentos construidos en un suburbio de Melburne (Victoria, Australia) aplicando las ideas de la arquitectura sustentable.

El término "arquitectura sostenible" proviene de una derivación del término "desarrollo sostenible" (del inglés: sustainable development) que la primera ministra noruega Gro Brundtland incorporó en el informe Nuestro futuro común (Our common future) presentado en la 42.a sesión de las Naciones Unidas en 1987. «El desarrollo es sostenible cuando satisface las necesidades de la presente generación sin comprometer la capacidad de las futuras generaciones para que satisfagan sus propias necesidades» definió Gro Bruntland. En dicho informe se hacía hincapié en que el empobrecimiento de la población mundial era una de las principales causas del deterioro ambiental a nivel global. En 1992 los jefes de Estado reunidos en la Cumbre de la Tierra en Río de Janeiro se comprometieron a buscar juntos «... las vías de desarrollo que respondan a las necesidades del presente sin comprometer las capacidades de las generaciones futuras de satisfacer las suyas».
Así, el concepto del desarrollo sostenible, se basa en tres principios:
- El análisis del ciclo de vida de los materiales y efificaciones;
- El desarrollo del uso de materias primas y energías renovables;
- La reducción de las cantidades de materiales y energía utilizados en la extracción de recursos naturales, su explotación y la destrucción o el reciclaje de los residuos.

Durante esta reunión en Río de Janeiro se realizó una reunión paralela, convocada por académicos, investigadores y ONG mundiales para debatir acerca de cual era el estado del conocimiento en cada campo respecto de cada línea de conocimiento. Hubo centenares de trabajos de todo el mundo entre los cuales se encontraban los arquitectos con conciencia ambiental mayoritariamente provenientes de corrientes previas como la arquitectura solar, la arquitectura bioclimática o la arquitectura alternativa.
A pesar de la precaución inicial del mundo académico a la hora de consensuar nuevos conceptos y su inclusión en el Diccionario de la Real Academia Española, se posibilitó traducir "sustainable" como "sostenible", acepción ya plenamente aceptada por esta institución. Por el contrario, el término «sustentable» no tiene relación alguna con este concepto, y se considera un anglicismo cuando se utiliza como sustituto de sostenible, a pesar de estar ampliamente extendido en América Latina.
En 1998 la Escuela de Arquitectura y Planeamiento Urbano de la Universidad de Míchigan publicó el documento An Introduction to Sustainable Architecture donde se sintetizan los principios de la arquitectura sustentable.
En el año 2004 se publicó el Diccionario de arquitectura en la Argentina, donde aparece la voz "bioclimática/bioambiental/solar pasiva/sustentable/ambientalmente consciente (Arquitectura)" para unificar una línea de pensamiento de la arquitectura. Y se define: "... aplicados al diseño y la arquitectura, estos adjetivos se integran en construcciones que designan las estrategias y los edificios que son concebidos, se construyen y funcionan de acuerdo a los condicionantes y posibilidades ambientales del lugar (clima, valores ecológicos), sus habitantes y modos de vida. Esto se logra mediante dos subsistemas: el de conservación y uso racional de la energía y el de los sistemas solares pasivos, incorporados ambos al organismo arquitectónico. Por extensión se aplican al urbanismo...".
Dado que la polémica continuaba, no resultó extraño que recién en octubre del año 2005 se realizase en la ciudad de Montería (Colombia) el Primer Seminario Internacional de Arquitectura Sustentable, Sostenible y Bioclimática, con el fin de reunir a especialistas iberoamericanos a dirimir el enfoque de cada sub-corriente y encontrar acuerdos.
En marzo de 2006 se publicó en el diario de mayor tirada de la Argentina el coleccionable Arquitectura Sustentable, para aclarar a la comunidad de arquitectos el uso del término, explicitar sus fundamentos, analizar diez obras significativas a nivel mundial, junto a un manual de aplicación para los climas del país.
En 2009 se crea en la Facultad de Arquitectura y Urbanismo de la Universidad Nacional de La Plata (La Plata, Argentina) el Laboratorio de Arquitectura y Hábitat Sustentable - LAyHS a fin de realizar I+D en esta corriente de la arquitectura. En 2011 sus integrantes impulsan la creación de una carrera de Maestría y Especialización en Arquitectura y Hábitat Sustentable  que es aprobado en 2012 y acreditado por la Comisión Nacional de Evaluación y Acreditación Universitaria en 2014 e inicia su funcionamiento.
En 2011 se aprueba la creación de la carrera de arquitectura centrada su formación en el Desarrollo Urbano y Diseño Arquitectónico Sustentable en la Universidad Nacional de Cuyo (Mendoza, Argentina) , a fin de formar arquitectos con una orientación centrada en el diseño bioclimático y sustentable.
También en 2011 la Universidad del Bío-Bío crea la revista Hábitat Sustentable, en formato de Open Journal Systems con el respaldo de la Agencia Chilena de Eficiencia Energética (AChee).
En 2012 el Instituto Superior de Arquitectura y Diseño - ISAD (Chihuahua, México), crea la Maestría en Diseño Arquitectónico Sustentable. En 2014 la Universidad del Medio Ambiente de México crea la Maestría en Arquitectura, Diseño y Construcción Sustentable. En el mismo año la Universidad Motolinia del Pedregal de México crea la Maestría en Arquitectura y Diseño Sustentable. En la Facultad de Arquitectura de la UNAM (México) se crea el Laboratorio de Sustentabilidad - LASUS. En España en la Universidad de Valencia se crea el Programa de Especialización Profesional Máster Avanzado en Arquitectura Sostenible y Bioclimática, mostrando el uso del término sostenible en la península ibérica.
También en 2013 el CONICET de Argentina modifica el nombre de la histórica Comisión de Hábitat, que agrupaba investigadores y becarios doctorales arquitectos, ingenieros, sociólogos, antropólogos, psicólogos ambientales, físicos en energías renovables, por la denominación Comisión de Hábitat, Ciencias Ambientales y Sustentabilidad. De esta forma agrupa a otros investigadores provenientes de la biología, la agronomía, las ciencias exactas y naturales que buscaban agruparse en el creciente campo de conocimiento que trata la relación entre en hombre y la naturaleza.
Esto muestra la consolidación institucional que va alcanzando esta corriente de pensamiento en la arquitectura, junto al compromiso de los arquitectos en tomar consciencia del impacto ambiental que causa su ejercicio profesional en relación con el cambio climático, su mitigación y adaptación.

## Energía y arquitectura

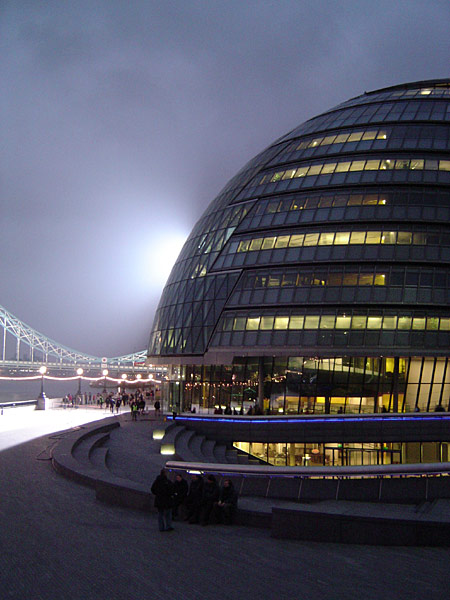
El Ayuntamiento de Londres, del arquitecto británico Norman Foster.

La casa pasiva estándar combina una variedad de técnicas y tecnologías para alcanzar un uso ultra-bajo de la energía.

La eficiencia energética es una de las principales metas de la arquitectura sostenible, aunque no la única. Los arquitectos utilizan diversas técnicas para reducir las necesidades energéticas de edificios mediante el ahorro de energía y para aumentar su capacidad de capturar la energía del sol o de generar su propia energía.
Entre estas estrategias de diseño sostenible se encuentran la calefacción solar activa y pasiva, el calentamiento solar de agua activo o pasivo, la generación eléctrica solar, la acumulación freática o la calefacción geotérmica, y más recientemente la incorporación en los edificios de generadores eólicos.
Las consideraciones especificadas se refieren tanto a aspectos concernientes a los materiales utilizados, tecnologías utilizadas para obtener una mayor eficiencia energética de la vivienda y las técnicas de construcción.
El impacto ambiental del diseño edilicio, su construcción y operación son enormes. Como ejemplo, los edificios en los Estados Unidos son responsables del 39 % de las emisiones de CO2, del 40 % del consumo de energía primaria, el 13 % del consumo de agua potable y el 15 % de PBI por año.

### Calefacción eficiente
Los sistemas de climatización (calefacción o refrigeración) son un foco primario para la arquitectura sostenible porque son típicamente los que más energía consumen en los edificios. En un edificio solar pasivo el diseño permite que estos aprovechen la energía del sol eficientemente sin el uso de ciertos mecanismos especiales, como por ejemplo: células fotovoltaicas, paneles solares, colectores solares (calentamiento de agua, calefacción, refrigeración, piscinas), valorando el diseño de las ventanas. Estos mecanismos especiales se encuadran dentro de los denominados sistemas solares activos. Los edificios concebidos mediante el diseño solar pasivo incorporan la inercia térmica mediante el uso de materiales de construcción que permitan la acumulación del calor en su masa térmica como el hormigón, la mampostería de ladrillos comunes, la piedra, el adobe, la tapia, el suelo cemento, el agua, entre otros (caso muro Trombe-Michel). Además es necesario utilizar aislamiento térmico para conservar el calor acumulado durante un día soleado. Además, para minimizar la pérdida de calor se busca que los edificios sean compactos y se logra mediante una superficie de muros, techos y ventanas bajas respecto del volumen que contienen. Esto significa que los diseños muy abiertos de múltiples alas o con forma de espina deben ser evitados prefiriendo estructuras más compactas y centralizadas. Los edificios de alta compacidad tradicionales en los climas muy fríos son un buen modelo histórico para un edificio energéticamente eficiente.
Las ventanas se utilizan para maximizar la entrada de la luz y energía del sol al ambiente interior mientras se busca reducir al mínimo la pérdida de calor a través del cristal (un muy mal aislante térmico). Esto implica generalmente instalar mayor superficie vidriada en la dirección con mayor exposición solar, para captar el sol en invierno y restringir al máximo las superficies vidriadas al lado opuesto. Esta estrategia es adecuada en climas templados a muy fríos. En climas cálidos a tropicales se utilizan otras estrategias. El uso del doble vidriado hermético (DVH) reduce a la mitad las pérdidas de calor aunque su costo es sensiblemente más alto. Es recomendable plantar delante de las ventanas orientadas a una mayor exposición solar árboles de hojas caducas, para bloquear el sol excesivo en verano y a su vez permitir el paso de la luz solar en invierno, cuando desaparecen sus hojas. Las plantas perennes se plantan a menudo al sur del edificio para actuar como una barrera contra los fríos vientos del sur.

### Enfriamiento eficiente
Cuando por condiciones particulares sea imposible el uso del refrescamiento pasivo, como por ejemplo, edificios en sectores urbanos muy densos en climas con veranos cálidos o con usos que implican una gran generación de calor en su interior (iluminación artificial, equipamiento electromecánico, personas y otros) será necesario el uso de sistemas de aire acondicionado. Dado que estos sistemas usualmente requieren un gran gasto energético para extraer calor del interior del edificio, entonces es necesario utilizar fuertes y activas estrategias de diseño sustentable. Entre otras:
- Adecuada protección solar en todas las superficies vidriadas.
- Evitar el uso de vidriados en techos.
- Buen aislamiento térmico en muros, techos y vidriados.
- Concentrar los espacios de gran emisión de calor (computadoras, cocinas, etc) y darles buena ventilación.
- Sectorizar los espacios según usos.
- Utilizar sistemas de aire acondicionado con certificación energética a fin de conocer cuan eficientes son.
- Ventilar los edificios durante la noche.

Con esto se colaborará en reducir el calentamiento global y el agujero de ozono en la atmósfera.

### Refrescamiento pasivo
En climas muy cálidos donde es necesario el refrescamiento el diseño solar pasivo también proporciona soluciones eficaces. Los materiales de construcción con gran masa térmica tienen la capacidad de conservar las temperaturas frescas de la noche a través del día. Para esto es necesario espesores en muros o techos que varían entre los 15 a 60 cm y así utilizar a la envolvente del edificio como un sistema de almacenamiento de calor. Es necesario prever una adecuada ventilación nocturna que barra la mayor superficie interna evitando la acumulación de calor diurno. Puede mejorarse significativamente la ventilación en el interior de los locales con la instalación de una chimenea solar
Durante el día la ventilación debe ser mínima. Así al estar más frescos los muros y techos tomarán calor corporal dando sensación de frescura.
En climas muy cálidos los edificios se diseñan para capturar y para encauzar los vientos existentes, particularmente los que provienen de fuentes cercanas de humedad como lagos o bosques. Muchas de estas estrategias valiosas son empleadas de cierta manera por la arquitectura tradicional de regiones cálidas.
En climas muy cálidos y secos con gran contenido de polvo atmosférico pueden usarse captadores de vientos para conducir el aire a puntos bajos, pudiendo además filtrar y humedecer el aire para quitarle calor por enfriamiento evaporativo o conducirlo a patios internos con fuentes o estanques y de esta forma refrescar el ambiente interior.

### Producción de energías alternativas en edificios
Las energías alternativas en la arquitectura implican el uso de dispositivos solares activos, tales como paneles fotovoltaicos o generadores eólicos que ayudan a proporcionar electricidad sostenible para cualquier uso. Si los techos tendrán pendientes hay que tratar de ubicarlas hacia el mediodía solar con una pendiente tal que optimice la captación de la energía solar a fin de que los paneles fotovoltaicos generen con la eficacia máxima. Para conocer la pendiente óptima del panel fotovoltaico en invierno (cuando el día es más corto y la radiación solar más débil) hay que restar al valor de la latitud del lugar el ángulo de la altura del sol. La altura del astro la obtendremos de una carta solar. Se han construido edificios que incluso se mueven a través del día para seguir al sol. Los generadores eólicos se están utilizando cada vez más en zonas donde la velocidad del viento es suficiente con tamaños menores a 8 m de diámetro. Los sistemas de calefacción solar activos mediante agua cubren total o parcialmente las necesidades de calefacción a lo largo del año de una manera sostenible. Los edificios que utilizan una combinación de estos métodos alcanzan la meta más alta que consiste en una demanda de energía cero y en los 80s se denominaban autosuficientes. Una nueva tendencia consiste en generar energía y venderla a la red para lo cual es necesario contar con legislación específica, políticas de promoción de las energías renovables y programas de subsidios estatales. De esta forma se evitan los costos excesivos que representan los sistemas de acumulación de energía en edificios. Uno de los ejemplos más notables es la Academia de Mont-Cenis en Alemania de los arquitectos Jourda & Perroudin inaugurado en 1999.
Otras formas de generación de energía basadas en fuentes renovables son la energía solar térmica (para calefacción, agua caliente sanitaria y aire acondicionado), biomasa o incluso la geotérmica. Lo ideal para garantizar el suministro energético durante todo el año, bajo condiciones climáticas y ambientales cambiantes, es combinar las diferentes fuentes.

### Rascacielos sostenibles: arquitectura verde

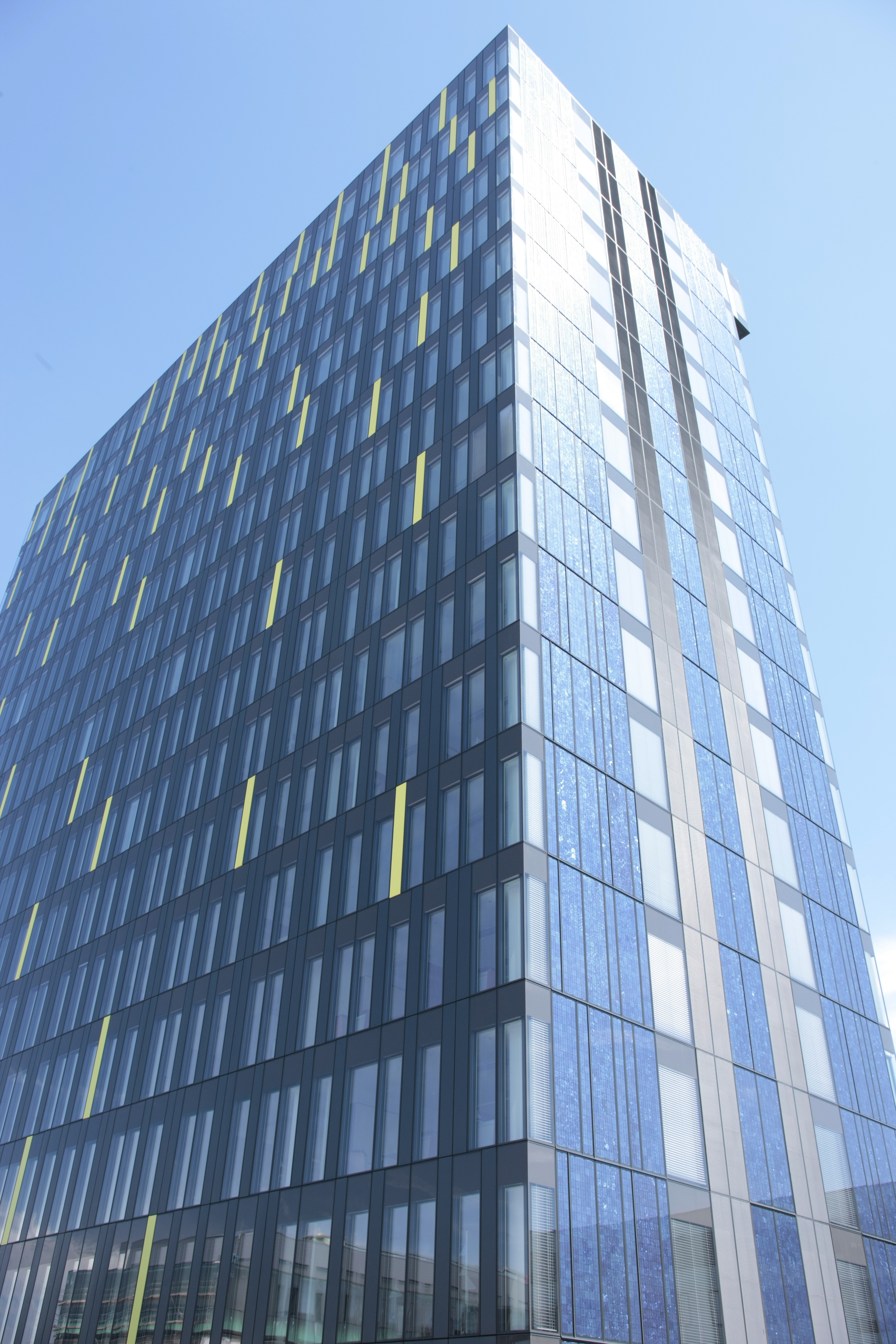
Fachada de la Power Tower, edificio eficiente en la ciudad de Linz (Austria). La cara sur del edificio está equipada con paneles solares fotovoltaicos integrados en la fachada.

Es posible una arquitectura de rascacielos que respete el medio ambiente y sobre todo que sea sostenible, como es el caso de la arquitectura vertical. Se produciría a partir de los propios recursos del edificio, los cuales serían áreas como todo tipo de departamentos y establecimientos, pero con autosuficiencia con energía renovables y no contaminantes. Resumiendo, los rascacielos pueden ser adaptados a la arquitectura verde y sostenible.
La arquitectura verde no se refiere solo a la implantación de vegetales y plantas en construcciones y edificaciones urbanas, como se ha considerado tradicionalmente, sino también al uso de técnicas basadas en la sostenibilidad y energías renovables. El término verde no se refiere únicamente a las plantas, sino el color de todo un movimiento a favor de cuidar el medio ambiente y por tanto nuestro planeta.
Si las ciudades continúan experimentando un crecimiento vertical en los próximos años, ¿cómo diseñarán los arquitectos los rascacielos del futuro? Esta es la pregunta que se hace cada año la revista de arquitectura eVolo, que organiza desde 2006 la 'eVolo Skycraper Competition', un certamen en el que reconocidos arquitectos eligen los mejores diseños de los posibles rascacielos del mañana por su creatividad, ingenio y por su forma de comprender las comunidades verticales. 

#### Primer premio: Essence Skycraper
Los organizadores han recibido más de 480 proyectos originales de todos los rincones del planeta, y este año el primer premio ha recaído en cuatro urbanistas y arquitectos polacos del estudio BOMP por su proyecto 'Essence Skycraper', una gigantesca megaestructura que alberga no solo aburridos edificios de oficinas, sino hasta once paisajes diferentes en su interior. 
Océanos, selvas, cuevas y cascadas pueden ser elementos arquitectónicos en este jardín secreto de inmensas proporciones, donde ya no tendremos siquiera que salir del edificio para acudir a la naturaleza y alejarnos del ritmo frenético de la ciudad.

### Reciclado energético
La alternativa más económica para conseguir un edificio energéticamente eficiente es incluyendo desde la fase de proyecto el tema. Pero es posible tomar un edificio existente y mediante una técnica denominada de reciclado energético conocida por su raíz anglosajona como retrofit dar al edificio un nuevo ciclo de vida sostenible.
Entre las primeras tareas se encuentra la de realizar una auditoría energética para conocer cuales son las entradas y salidas de energía al edificio como sistema, siempre buscando mantener el confort higrotérmico, la salubridad y la seguridad.

## Implantación y emplazamiento
La localización del edificio es un aspecto central en la arquitectura sostenible y a menudo no es tenida muy en cuenta. Aunque muchos arquitectos ecologistas sugieren la localización de la vivienda u oficinas ideal en medio de la naturaleza o el bosque esto no siempre es lo más aconsejable; ya que resulta perjudicial para el ambiente natural. Primero, tales estructuras sirven a menudo como la última línea de atracción del suburbio de las ciudades y pueden generar una tensión que favorezca su crecimiento. En segundo lugar al estar aisladas aumentan el consumo de energía requerida para el transporte y conducen generalmente a emisiones innecesarias de gases de efecto invernadero. Debe buscarse una localización urbana o suburbana cercana a vías de comunicación buscando mejorar y fortalecer la zona. Esta es la actual tendencia del nuevo movimiento urbanista. Una cuidadosa zonificación mixta entre áreas industriales (limpias), comerciales, residenciales implica mejor accesibilidad para poder viajar a pie, en bicicleta, o usando el transporte público.

## Materiales para edificios sostenibles
Los productos pueden comunicar los impactos ambientales a lo largo de su ciclo de vida sobre la base de una serie de categorías de impacto definidas en la Norma Internacional ISO 14025 a través una Declaración ambiental de producto (DAP). Las DAP son un tipo de Etiquetas ecológicas definidas en normas internacionales ISO (Organización Internacional de Normalización). Las categorías de impacto incluidas, basadas en un análisis de ciclo de vida, hacen referencia entre otros parámetros al agotamiento de recursos o el potencial de calentamiento global. A nivel europeo se cuenta con una norma marco para DAP, la EN 15804, emitida por el Comité Europeo de Normalización (CEN). Ambas normas se encuentran publicadas en español por AENOR.
Las DAP se verifican a través de un Administrador de Programa. En Europa ECO Platform aglutina a los principales Administradores de verificación de DAP. En España, los Administradores de Programas son el Colegio de Aparejadores, Arquitectos Técnicos e Ingenieros de Edificación de Barcelona, que emite DAP bajo la denominación DAPcons y AENOR, que emite DAP bajo la denominación GlobalEPD.
La evaluación a nivel de edificios basada en Declaraciones ambientales puede hacerse con base en la Norma Europea EN 15978, también emitida por CEN y que emplea la misma estructura modular para definir las distintas etapas de la vida del edificio que la empleada en la norma europea de DAP (EN 15804).
Los materiales adecuados para su uso en edificios sostenibles deben poseer características tales como bajo contenido energético, baja emisión de gases de efecto invernadero como CO2 - NOx - SOx - material particulado, ser reciclados, contener el mayor porcentaje de materiales de reutilización, entre otros. La industria de la construcción consume el 50 % de todos los recursos mundiales y se convierte en la actividad menos sostenible del planeta. En el caso de maderas evitar las provenientes de bosques nativos y utilizar las maderas de cultivos como el pino, el eucaliptus entre otras especies.
Entre los materiales usados en la construcción que más energía propia poseen se encuentran el aluminio primario (215 MJ/kg), el aluminio comercial con 30 % reciclado (160 MJ/kg), el neopreno (120 MJ/kg), las pinturas y barnices sintéticos (100 MJ/kg), el poliestireno sea expandido o extruido (100 MJ/kg) y el cobre primario (90 MJ/kg), junto a los poliuretanos, los polipropilenos y el policloruro de vinilo PVC.

## Manejo de residuos

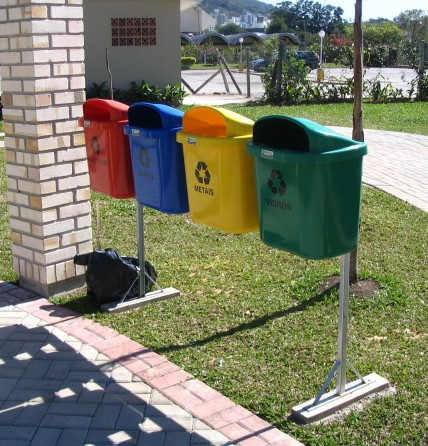
La separación de residuos facilita su reciclaje posterior, siendo usual separar vidrio, metal, plástico, y orgánico.

La arquitectura sostenible se centra en el uso y tratamiento de los residuos en el sitio, incorporando cosas tales como sistemas de tratamiento de aguas grises mediante filtros y estabilización biológica con juncos y otras variedades vegetales acuáticas. Estos métodos, cuando están combinados con la producción de compost a partir de basura orgánica, la separación de la basura, pueden ayudar a reducir al mínimo la producción de desechos en una casa.
La arquitectura sustentable, ha trabajado en varias ocasiones sobre el manejo de los residuos, esta como fin de contribuir de mejor manera a la disminución de los impactos ambientales, de acuerdo con, la CEMDA (Centro Mexicano de Derecho Ambiental), este centro nos menciona tres consejos fundamentales para el manejo adecuado de los residuos,la cual se relacionan con las tres R, reduce, recicla y reutiliza.
El manejo de los residuos influye mucho en respetar a gran escala lo que a esta se relaciona, en la que conlleva el uso adecuado de los materiales, así como, el manejo y reducción de distintos elementos que puedan afectar al medio ambiente.

## Reciclado de estructuras y materiales
La arquitectura sostenible puede utilizar materiales reciclados o de segunda mano. La reducción del uso de materiales nuevos genera una reducción en el uso de la energía propia de cada material en su proceso de fabricación. Los arquitectos tratan de adaptar viejas estructuras y construcciones para responder a nuevas necesidades y de ese modo evitar en lo posible construcciones que partan de cero.

## Materiales reciclados
Entre los materiales posibles de reciclar se encuentran:
- la mampostería en la forma de escombro triturado para hacer contrapisos o pozos romanos
- maderas de diversas escuadrías de techos, paneles y pisos.
- hormigón de pavimentos, que se vuelve a triturar y usar en estructuras de menor compromiso de cargas.
- puertas, ventanas y otras aberturas.
- aislantes termoacústicos.
- mayólicas y otros revestimientos cerámicos.
- cañerías metálicas.
- cubiertas de chapa para cercos de obra.
- hierro estructural para obras menores.
- rejas.

En países no desarrollados es usual que haya una gran recuperación de demoliciones y sitios donde se concentran estos productos para su posterior reutilización. En Argentina se las denomina Chacaritas en alusión al mayor cementerio de Buenos Aires.

## Arquitectura y sostenibilidad social
La arquitectura genera un gran impacto social en la población y son necesarios buenos ejemplos en cada comunidad local para mostrar a la sociedad los caminos a seguir. En cada cultura en el tiempo surgieron nuevos tipos de edificaciones, pero solo algunos de estos edificios se convirtieron en modelos para ser repetidos por la sociedad.
El primer modelo de concepto fue realizado por el arquitecto George Fred Keck en 1933 para la Exposición Universal de Chicago y fue llamada la Casa del mañana (House of tomorrow). Hacia 1940, Keck construye para el empresario inmobiliario Howard Sloan en Glenview, Illinois una casa solar pasiva que fue llamada "Solar house o Casa solar" por el diario Chicago Tribune, y es el primer uso conocido del término.
En el campo experimental, los primeros desarrollos sistemáticos se aglutinaron en lo que se dio en denominar "Lista de edificios solares pioneros" que muestra una producción continua por parte del mundo académico desde 1939 cuando se construyera en Míchigan la Casa solar MIT #1 por parte de H.C. Hottel del Masachusset Institute of Technologies - MIT.
Mientras en los Estados Unidos son usuales las casas de construcción liviana (100 a 150 kg/m²), en América del Sur son mayoritariamente de construcción pesada (>150 kg/m²). Los materiales y modos de construcción son diferentes probablemente por la cultura que trajo cada tipo edificatorio. Dado que los cambios en las costumbres no son sencillos, se requieren de enormes esfuerzos para generar alternativas válidas que sean adoptadas por la sociedad.
Aquí entran conceptos tales como cual es el costo inicial de un edificio, cual es el costo a lo largo de su vida útil (estimada en 30 a 50 años), la Vulnerabilidad de las edificaciones y el análisis de riesgo, ¿puede una familia o una sociedad pagar dichos costos? ¿puede afrontarse el costo ambiental? Son todas preguntas que cada sociedad local debe responder y la dirigencia debe dar respuestas adecuadas y sostenibles.

## Iniciativas locales
Las iniciativas locales surgen de problemas específicos por ONG o personajes de alto impacto mediático. Una de estas iniciativas es el Make It Right que lleva adelante el actor norteamericano Brad Pitt a fin de reconstruir un centenar de viviendas en un barrio pobre de Nueva Orleans devastado por el Huracán Katrina.
Lo novedoso de la iniciativa es que prestigiosos arquitectos locales e internacionales han donado proyectos de viviendas sostenibles. Cada ejemplo es un paso más en lo social y sostenible para generar propuestas cuando los gobiernos y los políticos fallan o niegan las necesidades de la sociedad humana.
En Argentina, por ejemplo, la escuela técnica de Oran (N.º 3134) ha construido viviendas sociales empleando la caña del bambú. La estructura principal de dichas edificaciones es de bambú, mientras que las paredes fueron hechas con placas de basura reciclada. Iniciativas como esta han sido replicadas por diversas organizaciones en Colombia, Brasil, Chile y Bolivia. En tanto, en Perú, solo la organización Bahías, Condominios Ecológicos, se ha preocupado por construir las llamadas viviendas ecológicas o verdes.
Una de las grandes cuestiones que se hace el ser humano es qué efectos producirán este tipo de edificios y la respuesta parece clara:
- Conservación de recursos (materiales, agua, energías).
- Principio de las tres “R”: reciclar, recuperar, reutilizar.
- Análisis de la gestión del ciclo de vida de las materias primas utilizadas, con el objetivo de reducir la generación de residuos y de emisiones GEI.
- Uso racional de la energía.
- Uso racional del agua.
- Incremento de la calidad y salud de vida para el usuario / propietario y la comunidad en la que se asienta (urbanización).
- Protección general medioambiental del entorno en el que se asienta

## Certificación, calificación y etiquetado ambiental edilicio
«El sector de la vivienda y de los servicios (compuesto en su mayoría por edificios), absorbe más del 40 % del consumo final de energía en la Comunidad Económica Europea. Se encuentra además en fase de expansión, que hará aumentar el consumo de energía...» En el caso de países con menor nivel de industrialización y alta urbanización puede alcanzar hasta el 50 % del consumo final de energía primaria.
Estas afirmaciones pueden encontrarse en gran cantidad de directivas y reglamentaciones que priorizan la necesidad de reducir el consumo energético del sector edificación, tanto para avanzar en el cumplimiento de los compromisos ambientales (protocolo de Kioto) como para reducir la dependencia energética de combustibles fósiles o fuentes de energía convencionales.

### Certificación EDGE
EDGE (Excellence in Design for Greater Efficiencies) es un sistema internacional de certificación de construcción sostenible creado por la Corporación Financiera Internacional (IFC), parte del Grupo Banco Mundial. Su objetivo es promover la construcción de edificaciones más eficientes en términos de energía, agua y materiales, transformando la manera en que se diseñan y operan los edificios, con un enfoque en mercados emergentes.
El sistema se basa en tres áreas clave de eficiencia:
- Energía: reduciendo el consumo de energía en el funcionamiento del edificio.
- Agua: disminuyendo el uso de agua en comparación con edificaciones convencionales.
- Materiales: reduciendo el carbono incorporado en los materiales de construcción

Para obtener la certificación, un edificio debe demostrar al menos un 20% de ahorro en estas tres áreas en comparación con una construcción convencional. Si se alcanza un ahorro energético del 40%, el edificio puede optar al nivel "EDGE Advanced", y aquellos que logran una eficiencia del 100% en el uso de energía pueden recibir la certificación "Zero Carbon".
El proceso de certificación EDGE consta de tres fases:
1. Evaluación con la Herramienta EDGE: El proyecto se evalúa mediante una herramienta en línea gratuita que permite a los desarrolladores proyectar ahorros en energía, agua y materiales, proporcionando un análisis integral del impacto ambiental del diseño.
2. Certificado Preliminar EDGE: Un auditor acreditado revisa los planos y especificaciones del proyecto para validar que las estrategias propuestas son viables y alcanzan los ahorros exigidos. Si se cumplen los requisitos, el proyecto recibe un Certificado Preliminar.
3. Certificación Final EDGE: Tras la construcción, un auditor realiza una inspección en el sitio para asegurar que las estrategias aprobadas en el diseño se implementaron correctamente. Al verificar las reducciones proyectadas, el proyecto recibe la Certificación Final.

#### Beneficios y aplicabilidad de la certificación EDGE
La certificación EDGE ofrece varios beneficios, como la reducción de costos operativos a través de un menor consumo de energía y agua, lo que también ayuda a mitigar el cambio climático. Además, aumenta el valor de las propiedades al hacerlas más atractivas para compradores e inquilinos interesados en sostenibilidad. La certificación es aplicable tanto a nuevos proyectos como a edificaciones existentes, y abarca una amplia variedad de tipologías, incluyendo viviendas unifamiliares, edificios comerciales, hoteles, hospitales, escuelas, entre otros.
Los gobiernos y entidades financieras también pueden aprovechar la certificación EDGE. Para los gobiernos, es una herramienta para fomentar la construcción ecológica mediante políticas e incentivos, mientras que las entidades financieras pueden reducir riesgos exigiendo la certificación como condición para el financiamiento.
Existen tres niveles de certificación EDGE:
- EDGE Certified: 20% de ahorro en energía, agua y materiales.
- EDGE Advanced: 40% de ahorro en energía, con un 20% en agua y materiales.
- Zero Carbon: 100% de ahorro en energía, con un 20% en agua y materiales.

#### Alcance global y reconocimiento
EDGE es un sistema de certificación reconocido internacionalmente y gestionado por el Green Business Certification Inc. (GBCI). Es aplicable en más de 170 países, lo que refleja su relevancia global en el sector de la construcción sostenible. Su desarrollo ha sido apoyado por donantes internacionales como Suiza y el Reino Unido, entre otros, lo que refuerza su validez en diversos contextos. La accesibilidad del sistema, junto con sus bajos costos de certificación, ha facilitado su adopción en proyectos de diversas escalas, consolidando a EDGE como una herramienta clave para el desarrollo de edificaciones sostenibles.

## Certificación y Acreditación de la Construcción Sostenible[38]
La construcción sostenible, orientada a minimizar el impacto ambiental de los edificios a lo largo de su ciclo de vida, se ha convertido en una prioridad global. Para garantizar que las edificaciones cumplan con los estándares de sostenibilidad, se han desarrollado diversos sistemas de certificación y acreditación a nivel internacional y nacional. Estos sistemas proporcionan un marco de referencia y una metodología para evaluar, medir y validar el desempeño ambiental de los edificios.

### Principales sistemas de certificación
- LEED (Leadership in Energy and Environmental Design): Desarrollado por el U.S. Green Building Council (USGBC), LEED es uno de los sistemas de certificación más reconocidos a nivel mundial. Evalúa la sostenibilidad de los edificios en diferentes categorías, incluyendo eficiencia energética, uso del agua, selección de materiales y calidad del ambiente interior.
- BREEAM (Building Research Establishment Environmental Assessment Method): Originario del Reino Unido, BREEAM es otro sistema de certificación ampliamente utilizado. Analiza una amplia gama de aspectos, desde la gestión del proyecto hasta la ecología del sitio, pasando por la salud y el bienestar de los ocupantes.
- VERDE (Valoración de la Eficiencia de Referencia de Edificios): Desarrollado por el Green Building Council España (GBCe), VERDE es un sistema de certificación adaptado a las particularidades del mercado español. Evalúa la sostenibilidad de los edificios en función de criterios como la eficiencia energética, el uso del agua, los materiales y recursos, y la calidad del ambiente interior.
- Passivhaus: Más que un sistema de certificación, Passivhaus es un estándar de construcción que se enfoca en la eficiencia energética y el confort térmico. Los edificios Passivhaus se caracterizan por un alto nivel de aislamiento, ventilación mecánica con recuperación de calor y un diseño que minimiza las pérdidas de energía.
- WELL Building Standard: Este sistema de certificación se centra en la salud y el bienestar de los ocupantes de los edificios. Evalúa aspectos como la calidad del aire, la iluminación, la nutrición, el fitness y el confort acústico.

### Beneficios de la certificación
- Reconocimiento del mercado: Los edificios certificados obtienen un mayor reconocimiento en el mercado inmobiliario.
- Mejora de la imagen de marca: Las certificaciones demuestran el compromiso de los propietarios y desarrolladores con la sostenibilidad.
- Reducción de costos operativos: Los edificios certificados suelen tener costos de operación más bajos gracias a su eficiencia energética.
- Mejora de la calidad de vida: Los edificios sostenibles ofrecen un ambiente interior más saludable y confortable para sus ocupantes.

### Proceso de certificación
El proceso de certificación suele involucrar una evaluación detallada del proyecto por parte de un organismo certificador independiente. Esta evaluación se basa en una serie de criterios y requisitos específicos para cada sistema de certificación. Una vez que se cumplen los requisitos, se otorga la certificación correspondiente.
En resumen, los sistemas de certificación y acreditación de la construcción sostenible desempeñan un papel fundamental en la promoción de edificios más eficientes, saludables y respetuosos con el medio ambiente. Al proporcionar un marco de referencia claro y transparente, estos sistemas ayudan a impulsar la transición hacia una construcción más sostenible.

## Optimización de los recursos naturales
La utilización correcta y moderada de los recursos naturales hace a la arquitectura sustentable. No alcanza con solo utilizarlos sino también cuidarlos.
Los recursos naturales no son ilimitados, y para que sean sotenibles debe ser gestionado basándose en tres principios: Ningún recurso renovable deberá utilizarse a un ritmo superior al de su generación. Ningún contaminante deberá producirse a un ritmo superior al que pueda ser reciclado, neutralizado o absorbido por el medio ambiente. Ningún recurso no renovable deberá aprovecharse a mayor velocidad de la necesaria para sustituirlo por un recurso renovable utilizado de manera sostenible.
Casos:
- la Directiva 93/76/CEE,
- en El Libro Verde de la UE (Hacia una estrategia para la seguridad de suministro energético en la UE, 2000),
- la Directiva 2002/91/CE,
- la Directiva de eficiencia energética en edificios,
- el Código Técnico de la Edificación (CTE), y su Registro de certificaciones ambientales de producto[39] España
- la Certificación Energética (CALENER), España
- el Informe de evaluación del edificio, España
- el Etiquetado tipo III GlobalEPD, España
- el Etiquetado energético en Alemania
- el Etiquetado energético en Francia HQE
- el Etiquetado energético en USA. Certificado LEED - Leadership in Energy and Environmental Design.
- la certificación BREEAM del Building Research Establishment en Reino Unido
- la certificación WELL Standard del International WELL Building Institute (IWBI)[40]
- el concepto Embodied Energy
- el Programa LIDER
- el proyecto de Etiquetado Energético para la UE: Proyecto PREDAC (Promoting Actions for Renewable Energies)
- la Certificación Passiv Haus, Alemania.
- la Certificación Plus Energie Haus, Alemania.
- la Regulación energética edilicia en Argentina y el Etiquetado energético de edificios.
- la Ley 13059/03 de la Provincia de Buenos Aires y su Decreto Reglamentario 1030/10, Argentina.
- la Ley 4458/12 de la Ciudad Autónoma de Buenos Aires, Argentina.
- el Código de Edificación de la Ciudad de Rosario,Ordenanza N.º 8757/2011 .
- el Código de Edificación de la Ciudad de Olavarría, Argentina.[41]
- el Etiquetado Energético en Argentina con base en la Norma IRAM 11900.

Uno de los motivos que pueden justificar el escaso debate sobre los procesos de regulación y certificación energética de viviendas en casi todo el mundo es la elevada complejidad técnica del sistema edificio desde un punto de vista energético. Esto sin duda ha alejado al resto de sectores sociales del debate destinado a definir los procedimientos a seguir para implementar las Directivas citadas (Caso UE).
Sin embargo, en el sector de la edificación, tal y como han mostrado las experiencias en muchos países europeos, es fundamental la aceptación de distintos sectores de la sociedad para que una herramienta como la certificación energética tenga alguna utilidad. Un inicio es que estas certificaciones sean voluntarias hasta que logre impactar al mercado inmobiliario.

### Iniciativas internacionales
- La Sustainable Building Alliance[43]
- IPCC Fourth Assessment Report[44]
- UNEP and Climate change[45]
- GHG Indicator[46]
- Agenda 21[47]
- FIDIC's PSM[48]
- iiSBE's SBtool[49]
- BREEAM ES[50]

#### Normativa internacional
Los marcos descriptivos de los impactos medioambientales de las construcciones se están normalizando a nivel internacional:
- A nivel de la (ISO) International Organization for Standardization’s Technical Committee 59 (ISO TC59) - Building Construction.
- A nivel del comité europeo de normalización: European Committee for Standardization's CEN TC350 -Sustainability of Construction Works
- En Argentina el subcomité de Construcciones Sostenibles de IRAM[51]
- En los Estados Unidos el Estándar 189.1-2009 ANSI/ASHRAE/USGBC/IES de la Américan Society of Heating, Refrigerating and Air-Conditioning Engineers, Inc.[52]

## Datos bioclimáticos
El diseño de un edificio DAC (Diseño ambientalmente consciente) requiere de información cuantitativa sobre el sitio donde vaya a implantarse el edificio para incorporar las medidas de diseño pasivo más adecuadas. Conseguir datos bioclimáticos no es sencillo en especial en los países no desarrollados. Entre estos datos se encuentran: temperatura (°C), humedad relativa (%), humedad absoluta (g/kg; mm Hg/kg; kPa/kg), radiación solar (W/m²), frecuencia, dirección y velocidad del viento. Cada país cuenta con servicios meteorológicos a los que se puede acudir para obtener la información, aunque no siempre son gratuitos.
La NASA tiene un servicio gratuito donde obtener datos medios mensuales calculados (se indica el error) de prácticamente todos los parámetros usuales para el diseño del edificio y sus instalaciones con energías renovables; también pueden encontrarse datos diarios medidos por satélites en el período 1983-1993 de radiación solar en superficie y extra-atmosférica y temperatura del aire a nivel del suelo. Para obtener los datos se ingresa con latitud y longitud o mediante un plano de la tierra hasta localizar la zona de trabajo. Otros sitios como Tu Tiempo.net proveen información generada por estaciones meteorológicas a lo largo del planeta a nivel mensual o diario sin cargo. La organización One Building ofrece archivos climáticos en formato .TMY para ser utilizados en programas de simulación numérica para centenares de ciudades en todo el mundo.

## Arquitectos que contribuyen a la arquitectura sostenible
En la arquitectura sostenible existen tres corrientes convergentes que interactúan y se retro-alimentan en una línea de tiempo. La primigenia formada en la práctica en los años 1930-40 como George Fred Keck (1895-1980) o en la teoría en investigación académica como Victor Olgyay (1919-1970) que desde EE. UU. llevaron al desarrollo de los métodos de diseño expresados en la Arquitectura solar primero que evolucionó en Arquitectura solar pasiva y Arquitectura bioclimática. Allí se suman el Ing. Felix Trombe (1906-1985) y el Arq. Jacques Michel en Francia, Baruch Givoni (1920- ) en Israel, Jaime López de Asiain (1933- ) en España, Enrico Tedeschi (1910-1978) en Argentina junto a Elías Rosenfeld (1934-2012) y Elio Di Bernardo (1920- 2018). En EE. UU. Edward Mazria (1939- ) junto a físicos e ingenieros del Laboratorio de los Álamos genera el primer programa de simulación energética que en la actualidad permite predecir el comportamiento ambiental de los edificios y llevó a la certificación de estos. Desde Inglaterra Brenda & Robert Vale (1950- ) propusieron la idea de una vivienda autosuficiente que hoy es el modelo a seguir en las edificaciones energía plus.
Otra corriente de arquitectos empíricos y comprometidos con movimientos sociales en los ´70, principalmente en EE. UU., avanzaron en la recuperación de tradiciones constructivas ancestrales, redefiniéndolas al presente. El uso de la tierra cruda como material junto a la Arquitectura solar pasiva tuvo en David Wright un gran exponente. Con visiones concurrentes en relación con confrontar con el consumismo se destacaron Michael Reynolds y Tom Bender en EE. UU. En Alemania Gernot Minke desde una visión académica como arquitecto y doctor en ingeniería buscó experimentar y monitorear el comportamiento de construcciones con contenido energético cercano a cero en el ciclo de vida de sus edificios. Su trabajo tiene muchos seguidores en el mundo. En Japón se destaca el aporte de hacer construcciones con materiales comunes o de reciclado de Shigeru Ban (1957- ). Más cercano a la visión de la corporación de la arquitectura Glenn Murcutt (1936- ) desde Australia se enrola en una visión de baja tecnología y obtuvo el premio Pritzker en 2002.
El tercer grupo lo integran arquitectos que originalmente adscribían a la Arquitectura high-tech, y luego incorporaron la sostenibilidad con el concurso de asesores. Sus obras se encuentran entre las más costosas y sofisticadas de la arquitectura contemporánea. Tiene como sus máximos representantes a Norman Foster (1935- ) y Richard Rogers (1933- ), con el concurso de la empresa consultora de ingeniería británica ARUP.

### Los pioneros y sus continuadores, que parten de laArquitectura solary laArquitectura bioclimática
- George Fred Keck- (EE. UU.)
- Víctor Olgyay- (EE. UU.)
- Eleanor Raymond (EE. UU.)
- Félix Trombe & Jacques Michel[57]- (Francia)
- Enrico Tedeschi[58]- (Argentina)
- Baruch Givoni- (Israel/EE. UU.)
- Jaime López de Asiain- (España)
- Elías Rosenfeld[58]- (Argentina)
- Elio Di Bernardo[58]- (Argentina)
- Edward Mazria- (EE. UU.)
- Brenda & Robert Vale- (Inglaterra)
- Jorge Daniel Czajkowski- (Argentina)
- Jorge Ramírez Fonseca- (Colombia)

### Los naturales que representan la sostenibilidad blanda o de baja tecnología
- David Wright- (EE. UU.)
- Tom Bender- (EE. UU.)
- Gernot Minke- (Alemania)
- Glenn Murcutt- (Australia)
- Michael Reynolds- (EE. UU.)
- Walter Segal[59]- (Alemania)
- Shigeru Ban- (Japón)

### Los tecnológicos, formalistas o modernos, reformados en sostenibles
- Norman Foster[60]- (Inglaterra)
- Renzo Piano- (Italia)
- Richard Rogers- (Inglaterra)
- Ken Yeang- (Malasia)
- Bruno & Pietro Stagno- (Costa Rica)
- Charles Correa- (India)
- Ibo Bonilla- (Costa Rica)
- William McDonough- (EE. UU.)

En conjunto representan desde la práctica profesional, la indagación y experimentación científica, el compromiso ideológico y la vocación docente, más de 80 años de una posición común respecto al hacer arquitectura.

## Áreas que contribuyen a la Arquitectura Sostenible
Son diversas las áreas que contribuyen en este ámbito, sin embargo, algunas son más comunes que otras. Una de ellas, como el título lo dice, es la Arquitectura, y en conjunto con el Diseño, se encargan de ofrecer un espacio estético incluyendo áreas verde y objetos amigables con el medio ambiente. Un ejemplo son las “Azoteas Verdes” que su principal función es oxigenar el ambiente y compensar la pérdida que se ha generado en los procesos de construcción. Además cuentan con un ahorro energético de 25%, según un artículo de la revista EcoHabitar publicada en el año 2015. Por otro lado, la Ingeniería Civil se asegura que el diseño sea factible, además de incluir técnicas ecológicas en el proceso de construcción. “La Topografía natural se utiliza para optimizar el uso de la energía. Esto lleva a la reducción de los costos de operación al optimizar el uso de los recursos. La arquitectura verde […] se centra en el uso de materiales naturales de construcción de la obra en sí. 
"Se trabaja con paredes térmicas, masa térmica en los edificios a fin de reducir el consumo de energía y la pérdida” También contribuyen otras ingenierías, como Electrónica, Sistemas Operacionales, Ambiental, Eléctrica, Nanotecnología, Energías renovables, etc. Principalmente, éstas pueden influir en la calidad de los dispositivos que vayan a estar en la casa, y optimizarlos en cuanto a la energía que requieran y el tiempo de vida que tengan. De esta manera se puede ahorrar energía y reducir costos. “El uso de tecnologías avanzadas para el ahorro de energía en viviendas, permite generar enormes reducciones en la demanda de combustibles fósiles y en las emisiones de gases de efecto invernadero”.

### Entidades y organismos que fomentan la arquitectura sustentable
- Sustainable Building Alliance, una iniciativa internacional promovida por la Organización de las Naciones Unidas.
- Asociación Argentina de Energías Renovables y Ambiente[63]
- Sociedad Internacional de Energía Solar[64]
- Argentina Green Building Council
- Building Research Establishment[65]
- n'UNDO

### Guía de lectura básica para autoaprendizaje
- Edwards Brian. 2005. Guía básica de la sostenibilidad. Ed. G.Gili. ISBN 84-252-1951-5
- Serra, Rafael. 1999. Arquitectura y Clima. Gustavo Gili, Barcelona. ISBN 84-252-1767-9
- Ramón, Fernando. 1980. Ropa, sudor y arquitecturas. Ed. H. Blume. ISBN 84-7214-193-4
- Los, Sergio. 1982. Hábitat y Energía. Serie Tecnología y Arquitectura. Ed. Gili. ISBN 84-252-1106-9
- Izard, Jean Louis & Guyot, Alan. 1980. Arquitectura Bioclimática. Ed. Gili, Barcelona. ISBN 968-6085-69-6
- Bardou, Patrick. 1980. Sol y Arquitectura. Ed. Gili, Barcelona. ISBN 84-252-0975-7
- Mazria, Edward. 1983. El Libro de la Energía Solar Pasiva. Ed. Gili. ISBN 968-6085-76-9
- Vale, Brenda y Vale, Robert. 1981. La casa autosuficiente. Madrid. H. Blume. ISBN 84-7214-214-0
- Olgyay, Víctor. 1998. Arquitectura y clima. Manual de diseño bioclimático para arquitectos y urbanistas. Ed. Gustavo Gili, Barcelona. ISBN 84-252-1488-2.
- Pearson, David. 1994. Arquitectura natural. Ed. Integral. ISBN 84-7901-023-1
- Czajkowski, Jorge y Gómez, Analía. 2009. Arquitectura sustentable. Ed. Clarín. Buenos Aires, Argentina. ISBN 978-987-07-0603-8
- Minke, Gernot. 2005. "Techos Verdes". Ed. EcoHabitar. ISBN 978-84-609-4431-7
- Minke, Gernot. 2010. "Manual de Construcción con Tierra". Ed. EcoHabitar. ISBN 978-84-614-2405-4
- Nizkin, Rikki y Termens, Maren. 2010. "Casas de paja". Ed. EcoHabitar. ISBN 978-84-614-2406-1
- Ferreiro, Alejandro. 2012. "Arquitectura con tierra en Uruguay". Ed. EcoHabitar. ISBN 978-84-615-1006-1
- IDAE & Institut Cerdá. 1999. Guía de la edificación Sostenible. Calidad energética y medioambiental en edificación. Madrid.  ISBN 84-498-0418-3
- Yáñez, Guillermo. 2008. Arquitectura solar e iluminación natural. Conceptos, métodos y ejemplos. Ed. Munilla-Lería, Madrid. ISBN 978-84-89150-81-2
- Kwok, Alison & Grondzik, Walter. 2007. The Green Studio Handbook. Environmental Strategies for Schematic Design. Architectural Press. ISBN 978-0-7506-8022-6
- Roaf, Sue; Fuentes, Manuel & Thomas, Stephanie. 2007. Ecohouse. A design guide. Architectural Press. ISBN 978-0-7506-6903-0

- Datos: Q185035
- Multimedia: Sustainable architecture / Q185035